# Homorthodes mecrona
Homorthodes mecrona là một loài bướm đêm trong họ Noctuidae.